# Boleïta
La boleïta és un mineral de la classe dels halurs. Rep el seu nom de la localitat de Boleo (Mèxic). Va ser descrit per primera vegada el 1891 com un mineral oxiclorur.

## Característiques
La fórmula química de la boleïta és KPb26Ag9Cu24Cl62(OH)48. És un mineral isomètric que forma cubs de color blau profund. Hi ha nombrosos minerals relacionats amb aquesta espècie, com la pseudoboleïta, la cumengeita i la diaboleïta, tots ells amb la mateixa estructura cristal·lina complexa. Tots ells contenen formes cúbiques brillants de color blau. La seva ratlla és de color blau verdós, sempre més clar que el color de la peça.
Segons la classificació de Nickel-Strunz, la boleïta pertany a «03.DB: Oxihalurs, hidroxihalurs i halurs amb doble enllaç, amb Pb, Cu, etc.» juntament amb els següents minerals: rickturnerita, diaboleïta pseudoboleïta, cumengeita, bideauxita, cloroxifita, hematofanita, asisita, parkinsonita, murdochita i yedlinita.

## Formació i jaciments
Es forma en zones alterades dels dipòsits de plom i coure, produïdes durant la reacció de clorurs que contenen solucions de sulfurs primaris. La boleïta va ser recollida per primera vegada com una mena molt petita de plata, coure i plom a Boleo, Mèxic. Els minerals associats amb la boleïta a la localitat tipus inclouen pseudoboleïta, cumengeita, atacamita, anglesita, cerussita, fosgenita i guix. Altres minerals associats a aquesta espècie són: paratacamita, leadhil·lita, paralaurionita, caledonita, matlockita i bideauxita.